# Смолевичи (Брянская область)
Смолеви́чи — село в Клинцовском районе Брянской области. Административный центр Смолевичского сельского поселения. До революции в составе Голубовской волости Суражского уезда Черниговской губернии.
История
В 1702 году на правом берегу полноводной реки Унеча среди лесов, раскинувшихся на большие пространства, поселились две семьи крепостных крестьян: Ермолаевых и Ночкиных. Земли эти принадлежали четырем братьям Смолевицким. Как утверждает грамота 1689 года, они были пожалованы Петром I за их убитого отца Василия. Несколько позже на этом же месте образовался хутор, который был назван Смолевичи. Первоначально поселенцы занимались земледелием, но больше смолокурением, выжиганием древесного угля. Братья Смолевицкие продали Смолевичи Ивану Бороздне. В февральском универсале 1709 года гетмана Украины сказано, что за Бороздной закреплено "сельцо Смолевичи, куплею набытое, со слободской гутаю, млынком и Руднею". Стекольный завод - Гута работал до конца XVIII века. В 1781 году завод находился "на откупе смолевичского жителя Герасима Гутника". В это время в селе было двести дворов. Крестьяне платили оброк и несли барщину. В зимнее время они работали на заготовке и вывозке дров и строевой древесины.
В 1848 году освещен в Смолевичах каменный храм, построенный усердием владельцев Ивана и Николая Борозден.

## География
Расположено в северной части района, в девяти километрах к северу от города Клинцы.

## Население
1940 человек (1926)
| 2010 | 2013 |
| ---- | ---- |
| 737  | ↘723 |

## Инфраструктура
Отделение почты, клуб и сельская библиотека.

## Русская православная церковь
Церковь св. Николая Чудотворца упоминается с 1740-х годов (в 1749 году — священник Михаил Иович и дьячек Василий Михайлович). Каменная церковь построена Борозднами в 1858 (1854) вместо прежнего деревянного храма, с 1930-х годов не действует, полуразрушена.
Священнослужители Николаевской церкви:
- 1749 - священник Михаил Иович, дьячек Василий Михайлович
- 1749-1759 - священник Михаил Иович
- 1759 - дьячок Павел Яковлевич
- 1771-1781 - священник Яков Григорьевич Сербинов (Сербинович)
- 1802 - священник Павел Яковлевич Сербинович (умер в 1802 году)
- 1811 - священник Иван Андреевич Дорогунцов
- 1813-1816 - священник Иван Семенович Пашкевич
- 1882 - священник Иван Данилович Тарасевич  1882 - диакон на вакансии псаломщика Антон Васильевич Якимович  1882 - исп. долж. псаломщика Тихон Николаевич Пашкевич